# Samurai Usagi
Samurai Usagi (サムライうさぎ? lett. "Coniglio Samurai"), è un manga shōnen giapponese creato da Teppei Fukushima e serializzato nel Weekly Shōnen Jump. Apparse per la prima volta nel numero 14 del 2007 del Weekly Shōnen Jump. I capitoli pubblicati sono già stati raccolti in 5 tankōbon. l'ultimo dei quali uscito il 4 aprile 2008. Per il momento nessuna casa editrice italiana si è interessata a questo titolo.
A partire dall'estate del 2008, la serie cessa di essere pubblicata su Shōnen Jump, e viene trasferita sull'Akamaru Jump, in vista di una sua imminente conclusione.

## Trama
Un jidaigeki che parla di un samurai quindicenne di basso livello e di sua moglie.
Il manga si focalizza sul periodo Edo visto dalla prospettiva di un samurai di basso livello, scettico riguardo al codice dei samurai usato dai samurai di alto livello per imporre norme e rinforzare la propria autorità. Attraverso l'eroe vengono esaminati i valori delle persone, e vengono portati alla luce aspetti nascosti, usati poi per momenti divertenti, per colpi alla trama, o come fonte di conflitti. Vengono inoltre usati dialetti giovanili della lingua giapponese moderna.
La storia procede attraverso i monologhi dell'eroe, senza dialetti così da creare un contrasto con i dialoghi degli altri personaggi.
È insolito però vedere una coppia già sposata all'inizio di una serie orientale.